# Mossatjärnen (Idre socken, Dalarna)
Mossatjärnen är en sjö i Älvdalens kommun i Dalarna och ingår i Dalälvens huvudavrinningsområde.